# Grande Guerra do Norte
A Grande Guerra do Norte foi uma guerra travada entre uma coligação composta pelo Czarado da Rússia, Reino da Dinamarca e Noruega e Saxônia-Polónia (a partir de 1715 também Prússia e Hanôver) contra o Império Sueco, entre 1700 e 1721. 
Começou com um ataque coordenado pela coligação em 1700 contra a Suécia, e terminou em 1721 com a conclusão do Tratado de Nystad, e o Tratado de Estocolmo. Um dos resultados desta guerra foi a morte do rei Carlos XII e o fim do Império Sueco. 
Entre os principais combates deste longo conflito destacam-se as batalhas de Narva, Lesnaia e Poltava. 

## A aliança anti-sueca
A aliança entre a Dinamarca, Rússia, Polónia e Saxônia deu-se em segredo, durante o outono de 1699. Naquela época o governante dito Eleitor da Saxônia era também rei da Polónia. Em 12 de fevereiro de 1700, tropas saxônicas atacaram a cidade sueca de Riga e outras fortificações na Livônia. No dia 20 de março Frederico IV da Dinamarca interveio militarmente contra o ducado de Holstein-Gottorp, aliado da Suécia, dando início à guerra. A Rússia, por sua vez, não demoraria a assediar o porto sueco de Narva, completando a ofensiva geral.

## A contra-ofensiva sueca
A Suécia possuía um excelente exército, de cerca de 77 mil homens. O rei sueco Carlos XII lançou-se primeiro contra a Dinamarca, contando com a ajuda de navios holandeses e ingleses (nações favoráveis à independência do ducado de Holstein-Gottorp). Desembarcando na ilha onde se situa a capital dinamarquesa, Carlos XII em pouco tempo forçou Frederico IV a se retirar do conflito, assinando o Tratado de Traventhal, em 18 de agosto de 1700.
Sem perder muito tempo, Carlos XII lançou-se então contra os russos. Desembarcando o seu pequeno exército na Livônia, ele marchou sobre a cidade de Narva em pleno inverno e combateu os 40 mil russos que cercavam a cidade. Em seguida, movido por um ódio pessoal contra Augusto II, invadiu a Polónia e, em 1704, submeteu a Saxônia. Conseguiu, também, depor Augusto II do trono da Polónia e colocar um polaco no seu lugar.
Em vez de se voltar contra a Rússia do Czar Pedro I, Carlos XII deixou-se ficar na Saxônia durante dois anos, consumindo os recursos locais e levantando um grande exército de mercenários. Esta sua inação permitiu ao czar Pedro fundar a cidade de São Petersburgo e capturar pequenas guarnições suecas ao longo do Báltico.
Abastecido com recursos tirados da Saxônia e com um exército de 42 mil homens, o rei sueco deixou as terras de Augusto II em agosto de 1707, disposto a atacar a Rússia. O czar Pedro fez algumas propostas de paz, mas foram ignoradas.
Após expulsar as forças russas posicionadas no leste da Polónia, Carlos XII invadiu a Rússia. O exército de Pedro havia evoluído desde a batalha de Narva mas, ainda assim, foi derrotado em Lesnaya. Os suecos, por outro lado, começaram a sofrer problemas de abastecimento e o seu principal comboio foi interceptado e destruído. Buscando resolver este problema e também evitar o rigor do inverno russo, Carlos XII rumou para a Ucrânia, onde recebeu o auxílio do hetman Ivan Mazepa. Esta estratégia não teve sucesso e em 1709 teve sua marcha interrompida pela pequena fortificação de Poltava, onde foi derrotado decisivamente. Com apenas 1 500 homens, o rei da Suécia teve que fugir na direção da Moldávia onde, durante cinco anos, ficou sob o controle do governo do Império Otomano. Durante a sua ausência, a Suécia sofreu sucessivas derrotas, que selaram o destino do país.
O retorno de Carlos XII deu um temporário impulso ao esforço de guerra, mas o rei acabaria por ser morto em 1718. A guerra finalmente terminou em 1721. A Suécia perdeu grande parte do território que conquistara durante o século XVII e perdeu para sempre o papel de potência europeia, entrando na chamada "Era da Liberdade".